# Pila (Stubičke Toplice)
Pila is een plaats in de gemeente Stubičke Toplice in de Kroatische provincie Krapina-Zagorje. De plaats telt 210 inwoners (2001).